# Ardesio
Ardesio est une commune italienne de la province de Bergame, dans la région Lombardie.

## Administration
| Période                                  | Période  | Identité    | Étiquette | Qualité |
| ---------------------------------------- | -------- | ----------- | --------- | ------- |
| 05/06/2016                               | en cours | Yvan Caccia | Destra    |         |
| Les données manquantes sont à compléter. |          |             |           |         |

### Hameaux
Ave, Valcanale, Ludrigno, Carpignolo Ponte Seghe, More, Valzella, Zanetti, Marinoni, Cerete, Cacciamali, Piazzolo, Botto Alto, Rizzoli, Babes, Bani

### Communes limitrophes
Branzi, Gromo, Oltre il Colle, Oltressenda Alta, Parre, Premolo, Roncobello, Valgoglio, Villa d'Ogna